# Boissy-sans-Avoir
Boissy-sans-Avoir är en kommun i departementet Yvelines i regionen Île-de-France i norra Frankrike. Kommunen ligger i kantonen Montfort-l'Amaury som tillhör arrondissementet Rambouillet. År 2022 hade Boissy-sans-Avoir 614 invånare.

## Befolkningsutveckling
Antalet invånare i kommunen Boissy-sans-Avoir
| Referens: INSEE |